# 香港亞洲冠軍聯賽資格賽
香港亞洲冠軍聯賽資格賽是香港的一項賽事，由香港足球總會於2001年－02年賽季首次舉辦。勝出的球隊將可以出戰亞洲冠軍聯賽。

## 歷史
由於亞洲盃賽冠軍盃於2002年與亞洲球會錦標賽合併成為亞洲冠軍聯賽，香港亞洲盃賽冠軍盃資格賽於2001年停辦，由香港亞洲冠軍聯賽資格賽取代。
2004年起，香港球會失去亞洲冠軍聯賽參賽資格，香港亞洲冠軍聯賽資格賽於2003年停辦。

## 參賽資格
以下球隊將會有香港亞洲冠軍聯賽資格賽的參賽資格：
- 甲組聯賽冠軍
- 高級組銀牌冠軍
- 足總盃冠軍
- 聯賽盃冠軍

## 賽例
參賽球隊直接以淘汰賽形式角逐錦標。若雙方於正式 90 分鐘內賽和，將進行 30 分鐘加時賽，若依然未能分出勝負，會以互射十二碼方法來決定勝負。